# Natatolana meridionalis
Natatolana meridionalis là một loài chân đều trong họ Cirolanidae. Loài này được Hodgson miêu tả khoa học năm 1910.